# Чемпионат Гибралтара по футболу
Футбольная лига Гибралтара (англ. Gibraltar Football Leagие) — чемпионат Гибралтара по футболу. Был основан Футбольной ассоциацией Гибралтара в 1905 году.
Изначально в лигу входили восемь клубов, но постепенно число клубов-участников росло.
В 1909 году лига расширилась до двух дивизионов, а в настоящее время состоит из трёх дивизионов (Первый дивизион, Второй дивизион и Резервная лига).
Все клубы — участники лиги являются любительскими.
В 2019 году чемпионат был официально переименован в Национальную Лигу, до этого назывался Премьер-дивизионом.

## Чемпионы
- 1895/96 Гибралтар
- 1896/97 Джубили
- 1897/98 Джубили
- 1898/99 Альбион
- 1899/1900 Экзайлс
- 1900/01 Принс оф Уэльс
- 1901/02 Экзайлс
- 1902/03 Принс оф Уэльс
- 1903/04 Принс оф Уэльс
- 1904/05 Атлетик
- 1905/06 Принс оф Уэльс
- 1906/07 нет
- 1907/08 Британния XI
- 1908/09 Принс оф Уэльс
- 1909/10 Саут Юнайтед
- 1910/11 Саут Юнайтед
- 1911/12 Британния XI
- 1912/13 Британния XI
- 1913/14 Принс оф Уэльс
- 1914/15 Ройял Соверен
- 1915/16 нет
- 1916/17 Принс оф Уэльс
- 1917/18 Британния XI
- 1918/19 Принс оф Уэльс
- 1919/20 Британния XI
- 1920/21 Принс оф Уэльс
- 1921/22 Принс оф Уэльс
- 1922/23 Принс оф Уэльс
- 1923/24 Гибралтар
- 1924/25 Принс оф Уэльс
- 1925/26 Принс оф Уэльс
- 1926/27 Принс оф Уэльс
- 1927/28 Принс оф Уэльс
- 1928/29 Европа
- 1929/30 Европа
- '1930/31 Принс оф Уэльс
- 1931/32 Европа
- 1932/33 Европа
- 1933/34 Коммандер оф зе Ярд
- 1934/35 Чиф Констракшн
- 1935/36 Чиф Констракшн
- 1936/37 Британния XI
- 1937/38 Европа
- 1938/39 Принс оф Уэльс
- 1939/40 Принс оф Уэльс
- 1940/41 Британния XI
- 1942/45 нет
- 1946/47 Гибралтар Юнайтед
- 1947/48 Гибралтар Юнайтед
- 1948/49 Гибралтар Юнайтед
- 1949/50 Гибралтар Юнайтед
- 1950/51 Гибралтар Юнайтед
- 1951/52 Европа
- 1952/53 Принс оф Уэльс
- 1953/54 Гибралтар Юнайтед
- 1954/55 Британния XI
- 1955/56 Британния XI
- '1956/57 Британния XI
- 1957/58 Британния XI
- 1958/59 Британния XI
- 1959/60 Гибралтар Юнайтед
- 1960/61 Британния XI
- 1961/62 Гибралтар Юнайтед
- 1962/63 Британния XI
- 1963/64 Гибралтар Юнайтед
- 1964/65 Гибралтар Юнайтед
- 1965/66 Глэсис Юнайтед
- 1966/67 Глэсис Юнайтед
- 1967/68 Глэсис Юнайтед
- 1968/69 Глэсис Юнайтед
- 1969/70 Глэсис Юнайтед
- 1970/71 Глэсис Юнайтед
- 1971/72 Глэсис Юнайтед
- 1972/73 Глэсис Юнайтед
- 1973/74 Глэсис Юнайтед
- 1974/75 Манчестер Юнайтед
- 1975/76 Глэсис Юнайтед
- 1976/77 Манчестер Юнайтед
- 1977/78 нет
- 1978/79 Манчестер Юнайтед
- 1979/80 Манчестер Юнайтед
- 1980/81 Глэсис Юнайтед
- 1981/82 Глэсис Юнайтед
- 1982/83 Глэсис Юнайтед
- 1983/84 Манчестер Юнайтед
- 1984/85 Глэсис Юнайтед/Линкольн Ред Импс
- 1985/86 Линкольн Ред Импс
- 1986/87 Сент-Терезас
- 1987/88 Сент-Терезас
- 1988/89 Глэсис Юнайтед
- 1989/90 Линкольн Ред Импс
- 1990/91 Линкольн Ред Импс
- 1991/92 Линкольн Ред Импс
- 1992/93 Линкольн Ред Импс
- 1993/94 Линкольн Ред Импс
- 1994/95 Манчестер Юнайтед
- 1995/96 Сент-Джозефс
- 1996/97 Глэсис Юнайтед
- 1997/98 Сент-Терезас
- 1998/99 Манчестер Юнайтед
- 1999/2000 Глэсис Юнайтед
- 2000/01 Линкольн Ред Импс
- 2001/02 Гибралтар Юнайтед
- 2002/03 Линкольн Ред Импс
- 2003/04 Линкольн Ред Импс
- 2004/05 Линкольн Ред Импс
- 2005/06 Линкольн Ред Импс
- 2006/07 Линкольн Ред Импс
- 2007/08 Линкольн Ред Импс
- 2008/09 Линкольн Ред Импс
- 2009/10 Линкольн Ред Импс
- 2010/11 Линкольн Ред Импс
- 2011/12 Линкольн Ред Импс
- 2012/13 Линкольн Ред Импс
- 2013/14 Линкольн Ред Импс
- 2014/15 Линкольн Ред Импс
- 2015/16 Линкольн Ред Импс
- 2016/17 Европа
- 2017/18 Линкольн Ред Импс
- 2018/19 Линкольн Ред Импс
- 2019/20 чемпионат не доиграли
- 2020/21 Линкольн Ред Импс
- 2021/22 Линкольн Ред Импс
- 2022/23 Линкольн Ред Импс

Жирным выделены клубы, до сих пор выступающие в высшем дивизионе.

Курсивом выделены ныне неактивные клубы.
| Клуб                           | Кол-во титулов | Последний титул |
| ------------------------------ | -------------- | --------------- |
| Линкольн Ред Импс              | 27             | 2022/23         |
| Принс оф Уэльс                 | 19             | 1952/53         |
| Глэсис Юнайтед                 | 17             | 1999/00         |
| Британния XI                   | 14             | 1962/63         |
| Гибралтар Юнайтед              | 11             | 2001/02         |
| Манчестер Юнайтед/Манчестер 62 | 7              | 1998/99         |
| Европа                         | 7              | 2016/17         |
| Сент-Терезас                   | 3              | 1997/98         |
| Саут Юнайтед                   | 2              | 1910/11         |
| Экзайлс                        | 2              | 1901/02         |
| Джубили                        | 2              | 1897/98         |
| Гибралтар                      | 2              | 1923/24         |
| Сент-Джозефс                   | 1              | 1995/96         |
| Чиф Конструктор                | 1              | 1935/36         |
| Чиф Констракшн                 | 1              | 1934/35         |
| Коммандер оф зе Ярд            | 1              | 1933/34         |
| Ройял Соверен                  | 1              | 1914/15         |
| Атлетик                        | 1              | 1904/05         |
| Альбион                        | 1              | 1898/99         |

## Лига Футбольной ассоциации Гибралтара
Ниже перечислены участники лиги в сезоне 2023—2024:

### Национальная Лига
| Клуб              | Результат в предыдущем сезоне |
| ----------------- | ----------------------------- |
| Бруно’с Мэгпис    | 3-е место                     |
| Колледж 1975      | 10-е место                    |
| Глэсис Юнайтед    | 6-е место                     |
| Европа            | 2-е место                     |
| Европа Поинт      | 11-е место                    |
| Лайонс Гибралтар  | 9-е место                     |
| Линкольн Ред Импс | 1-е место                     |
| Линкс             | 4-е место                     |
| Манчестер 62      | 8-е место                     |
| Монс Кальпе       | 7-е место                     |
| Сент-Джозефс      | 5-е место                     |

### Второй дивизион (2016/2017)
| Клуб             | Результат в предыдущем сезоне  |
| ---------------- | ------------------------------ |
| Бока Хуниорс     | 8-е место                      |
| Бруно’с Мэгпайс  | 4-е место                      |
| Гибралтар Феникс | 3-е место                      |
| Европа Пегасус   | 9-е место                      |
| Колледж 1975     | 12-е место                     |
| Кэннонс          | 11-е место                     |
| Лео              | 7-е место                      |
| Олимпик 13       | 5-е место                      |
| Хаунд Догз       | 10-е место                     |
| Энджелс          | 12-е место в Премьер-дивизионе |

### Резервная лига
| Резервисты «Британнии»         |
| Резервисты «Колледжа»          |
| Резервисты «Глэсиса»           |
| Резервисты «Линкольна»         |
| Резервисты «Лайонс Гибралтар»  |
| Резервисты «Линкаса»           |
| Резервисты «Манчестер Юнайтед» |
| Резервисты «Сент-Джозефа»      |

Источник: